# Fair Game (Stargate SG-1)
Fair Game (Blanco Legitimo en Latinoamérica, La Cumbre en España) es el tercer episodio de la tercera temporada de la serie de televisión de ciencia ficción Stargate SG-1, y el cuadragésimo séptimo capítulo de toda la serie.

## Trama
El Secretario de Defensa de EE. UU, Arthur Simms visita el SGC y da un discurso, durante el cual promueven a la Capitán Samantha Carter a Mayor, por sus valerosas acciones en el SG-1. Sin embargo, cuando le toca a O'Neill hablar, este es repentinamente transportado lejos dejando a los demás atónitos. Jack se encuentra a bordo de una nave Asgard donde Thor le saluda. Él le informa que los Señores del Sistema Goa'uld planean un ataque contra la Tierra. Sin embargo Thor ofrece a la Tierra una calidad de miembro en el tratado de planetas protegidos por los Asgard como alternativa a la destrucción.
De vuelta en el SGC, el SG-1 y Hammond hablan sobre la oferta con Thor, que dice que los Señores del Sistema aparecerán pronto para negociar y que O'Neill representará a la Tierra. Más adelante, Daniel informa al resto sobre los tres señores del sistema que aparecerán a nombre del resto: Cronos, Yu, y Nirrti. El SGC toma acciones inmediatas para seguir las reglas de la reunión dadas por los Asgard, que incluye el retiro de todas las armas.
Finalmente, los Goa'uld llegan. Entre tanto Teal'c dice a Daniel que su padre fue Principal de Cronos y que este lo mató. Las negociaciones no comienzan bien del todo, ya que Jack no puede guardar sus sentimientos contra los Goa'uld. Más adelante O’Neill y Daniel hablan con Thor que les revela que los Asgard deben fanfarronear constantemente sobre su poder a los Goa'uld debido a una amenaza mucho mayor que está en su galaxia.
O'Neill informa al SG-1 la situación y las negociaciones continúan. Los Goa'uld finalmente aceptan la oferta de los Asgard, pero exigen un precio alto a la Tierra: la inmediata e incondicional entrega de los 2 Stargates de la tierra, que cerraría el SGC y el impedimento de la Tierra para obtener tecnología alienígena avanzada. El SG-1 trata de pedir un consejo a Thor, pero él no puede ayudarlos. El Gobierno accede a las demandas de los Goa'uld sobre la entrega de los portales. Daniel va a comunicar esto a los señores del sistema cuando él oye una alarma y descubre a Cronos y a Teal'c gravemente heridos. A primera vista, Teal'c es el principal sospechoso del ataque debido a su antipatía hacia Cronos.
La Dra. Fraiser diagnostica que Cronos esta mortalmente herido. El SG-1 pide la ayuda de Nirrti para utilizar un dispositivo curativo manual, sin embargo ella dice que la ayuda está más allá de sus manos. Thor dice O'Neill que él debe irse de la Tierra, dejando las negociaciones en manos de los Tau'ri.
Más adelante Teal'c despierta y recuerda que una fuerza invisible lo atacó a él y a Cronos, no obstante esta seguro que no era ningún Re’tu. Por otro lado, Carter logra utilizar el dispositivo curativo en Cronos otra vez y cura sus lesiones. Finalmente descubren que Nirrti, utilizando tecnología de invisibilidad es la culpable del ataque. Yu, furioso, intenta atacarla, pero ella se torna invisible, toma un arma y huye. Sin embargo, Carter la captura usando un detector Re’tu.
Bajo estas circunstancias, Yu y Cronos acuerdan permitir el uso continuo del Stargate a la Tierra. Antes de que los Goa'uld se vayan (con Nirrti ahora como prisionera de Cronos), Cronos advierte al SGC que él y los demás Señores no mostrarán ninguna misericordia al personal humano capturado en el futuro.

## Artistas invitados
- Michael David Simms como el Secretario Arthur Simms.
- Ron Halder como Cronus.
- Jacqueline Samuda como Nirrti.
- Vince Crestejo como Yu.
- T.M. Sandulak como el Sargento Ziplinski.
- Laara Sadiq como la técnico.
- Teryl Rothery como la Dra. Fraiser.